# Lucie Castets
Pour les articles homonymes, voir Castets.
Ne doit pas être confondu avec Lucie Castel.
Lucie Castets (prononcé [kas.te],), née le 3 mars 1987 à Caen (Calvados), est une haute fonctionnaire française et militante associative.
Après des études à Sciences Po et à l'ENA, elle est nommée à plusieurs postes au sein de l'administration française, d'abord à la direction générale du Trésor puis au service de renseignement Tracfin. Elle est ensuite conseillère aux finances et du budget de la maire de Paris et directrice des finances et des achats de la ville.
En 2021, elle participe à la fondation du collectif Nos services publics, consacré à la lutte contre les coupes budgétaires et le « caractère gestionnaire » de l'État avec les services publics et dont elle est l'une des porte-paroles jusqu'en 2024.
À la suite des élections législatives anticipées de 2024, la coalition de gauche du Nouveau Front populaire propose le 23 juillet 2024 sa nomination au poste de Premier ministre. choix non retenu par le président de la République, Emmanuel Macron, qui nomme Michel Barnier le 5 septembre 2024.

## Biographie

### Famille et formation
Lucie Castets naît le 3 mars 1987 à Caen et y vit jusqu'à ses 18 ans. Son père est psychiatre et sa mère psychothérapeute,. Elle est la sœur de Simon Castets.
Au terme d'une scolarité effectuée d’abord au groupe scolaire Fernand-Léger, à l'institution Saint-Pierre et au lycée Charles-de-Gaulle de Caen, elle suit un cursus de droit public et d'économie politique à Sciences Po Paris,, à la London School of Economics de Londres et à l'École nationale d'administration, dont elle sort vingtième de la promotion Jean-Zay (2013),,. Elle y exprime des convictions féministes et propose, en vain, le nom de Simone de Beauvoir pour baptiser sa promotion.
Elle suit des cours de mandarin pendant ses années estudiantines à l'université Fudan à Shanghai durant un stage intensif en 2006, puis, l'année suivante, est collaboratrice auprès de l'attaché culturel au consulat général de France à Shanghai, de 2007 à 2008,.

### Carrière professionnelle

#### Ministère de l’Économie et des Finances
À sa sortie de l'ENA en 2013, après avoir effectué ses stages obligatoires au sein de la préfecture de Tarn-et-Garonne et à la représentation permanente de la France auprès des Nations unies (New York), elle travaille à la direction générale du Trésor de Bercy, puis est nommée en janvier 2014 commissaire du gouvernement auprès du bureau central de tarification.
La même année, elle aurait décliné la proposition d'intégrer le cabinet ministériel du ministre de l'Économie Arnaud Montebourg, et aurait également refusé d'intégrer le cabinet du ministère de l'Économie, en 2016, auprès de Michel Sapin, ce que ne confirment pas les deux ministres socialistes et leurs directeurs de cabinet,.
Entre 2018 et 2020 (ou 2019), elle dirige une section de Tracfin, le service de renseignement chargé de la lutte contre les circuits financiers clandestins, le blanchiment d'argent et le financement du terrorisme. Depuis janvier 2019, elle est évaluatrice certifiée au Groupe d'action financière[réf. nécessaire].

#### Mairie de Paris
En septembre 2020, elle intègre le cabinet d'Anne Hidalgo à la mairie de Paris en tant que conseillère économique. En septembre 2023, elle est détachée dans l'emploi de directrice de la Ville de Paris et nommée directrice des finances et des achats à compter du 1er octobre 2023,,.

#### Autres activités
En 2010-2011, elle est consultante à la Banque mondiale, dans l'unité de lutte contre le blanchiment des capitaux et le financement du terrorisme[réf. nécessaire].
Elle enseigne l'économie à l'Institut d'études politiques de Paris entre 2014 et 2017, dans la classe de préparation aux concours administratifs notamment. Le 18 octobre 2022, elle est nommée, par décret, professeure des universités associée à mi-temps, pour trois ans, à l'université Paris Dauphine-PSL, où elle est coresponsable de la préparation aux concours administratifs.
Elle anime, depuis le 3 mars 2024, pour Le Nouvel Obs, le podcast On n'a pas tout essayé avec Saïd Benmouffok, professeur de philosophie spécialisé dans les questions d’éducation, conseiller d'Anne Hidalgo et Béligh Nabli, professeur de droit public et essayiste.
Elle publie son premier essai en mai 2025 Où sont passés nos milliards consacré aux services publics en France, à leur financement et aux perspectives de leur redressement dans un contexte où la transition écologique constitue un enjeu majeur,,.

### Vie privée
Elle est mariée à une femme, écrivaine et scénariste, avec qui elle a un fils,,.
Elle pratique le tennis durant une dizaine d'années, ainsi que le handball et le taekwondo.

## Parcours politique et militant

### Premiers engagements
Lucie Castets se présente, en 2024, comme « une femme de gauche, avec de fortes convictions féministes et écologistes » mais dit n'appartenir à aucun courant spécifique et, donc, se situer « au barycentre du Nouveau Front populaire ». Auparavant, elle a été adhérente au Parti socialiste (PS) entre 2008 et 2011, où elle est proche du courant de Martine Aubry et défend l'union de la gauche, le mariage pour tous et l'égalité hommes-femmes.
Elle contribue à certains travaux du think tank « Point d'ancrage », revendiqué « social-réformiste »,.
Au premier tour des élections régionales de 2015 en Normandie, elle figure en quatorzième position sur la liste du PS dans la section départementale du Calvados, liste conduite, au niveau régional, par Nicolas Mayer-Rossignol, actuel maire de Rouen,,,. Au second tour, alors que Nicolas Mayer-Rossignol fusionne sa liste avec celles de Sébastien Jumel (Front de gauche) et de Yanic Soubien (Europe Écologie Les Verts), elle n’apparaît pas sur la liste définitive ; puis elle quitte le PS, en désaccord avec l'orientation politique du quinquennat de François Hollande.
En 2020, elle est membre du bureau de l'Observatoire national de l'extrême droite, aux côtés, notamment, de Thomas Portes et Caroline Fiat (LFI), ainsi que de Marine Tondelier (Les Écologistes). En 2021, dans Libération, elle signe, en tant que représentante du collectif et avec Saïd Benmouffok, membre, comme elle du cabinet d'Anne Hidalgo, une tribune intitulée « L'universalisme en actes peut rassembler la gauche ». Celle-ci plaide pour « une nouvelle offre politique fondée sur un terreau idéologique commun », arguant que « l'union n'est pas un choix, mais une nécessité » à gauche.
Elle participe à la campagne électorale d'Anne Hidalgo (PS) — dont elle est membre du cabinet à la mairie de Paris — pour l'élection présidentielle de 2022.

### Collectif de défense des services publics
Entre-temps, elle fonde, avec des amis, en avril 2021, le collectif « Nos services publics » puis, en octobre 2021 l'association Nos services publics, dont elle devient l'une des trois porte-paroles,. Ce collectif entend être « la parole de l'intérieur », afin de « mettre en lumière les dysfonctionnements et faire des propositions » pour améliorer le service public, lutter contre les coupes budgétaires et le caractère gestionnaire de l'administration publique en France. Elle est rendue visible dans C ce soir, sur France 5, en 2022, lorsqu'elle interpelle le ministre de la Fonction publique, Stanislas Guerini, en pleine affaire McKinsey. Elle y critique l'usage grandissant des cabinets de conseil et le coût associé, face à ce qu'elle décrit comme une réduction du nombre de fonctionnaires aptes à réaliser ces mêmes tâches pour un coût moindre. Elle publie dans la revue Alternatives économiques,,. Elle plaide, en 2024, pour des services publics forts et leur renforcement afin de lutter contre le Rassemblement national (RN), déclarant que « le délitement des services publics a fait partie de ce qui a nourri les votes pour le RN ».
En 2023, elle s'engage contre la réforme des retraites à 64 ans,,. En juillet 2023, elle est active au Festival des idées, qui réunit plusieurs responsables des partis de gauche et se fait alors remarquer par ses interventions,. Elle se rapproche de Clémentine Autain (LFI).

### Candidate au poste de Premier ministre

#### Désignation, réaction d'Emmanuel Macron et réponse de Lucie Castets
À la suite des élections législatives anticipées de 2024 et d'intenses discussions internes au Nouveau Front populaire (NFP), le Parti socialiste propose les noms de Jérôme Saddier et Lucie Castets pour le poste de Premier ministre, lors d'une réunion confidentielle le 22 juillet 2024. Le lendemain, le NFP annonce choisir Lucie Castets, une heure avant l'intervention prévue d'Emmanuel Macron au journal de 20 heures de France 2, lors de laquelle il balaie,, sa nomination et repousse toute nomination d'un nouveau chef de gouvernement à la fin des Jeux olympiques de Paris.
Le lendemain matin, sur France Inter, Lucie Castets lui répond qu'il doit « prendre ses responsabilités » et la « nommer Première ministre » en estimant, dans l'immédiat, impossible une « coalition avec le camp présidentiel du fait de désaccords profonds », mais progressivement possible « des accords projet après projet, sujet après sujet ».

#### Campagne de terrain
Inconnue du grand public à sa nomination, et sans page wikipédia à son nom,,,, elle entame alors une campagne pour se faire connaître : d'après un sondage Elabe du 12 septembre 2024, cet activisme s'est traduit par un gain de popularité dans l'opinion qui l'établit à 21% d'image positive et 52% si on tient compte uniquement des électeurs de gauche, ce qui en fait alors la deuxième personnalité préférée des électeurs de gauche, derrière Fabien Roussel.
Après sa désignation par le NFP, Lucie Castets monte un cabinet chargé d'organiser les déplacements, répondre à la presse et décliner le programme du NFP. Arnaud Bontemps, cofondateur de l'association Nos services publics, occupe la fonction de directeur de cabinet. Les économistes Lucas Chancel et Michaël Zemmour sont chargés de travailler, respectivement, sur les dossiers de la fiscalité et des retraites. Elle s'entoure également de la militante féministe Caroline De Haas et de l'ex-préfète Marie Lajus. Cette équipe est chargée de « transformer les éléments du programme du NFP en actes de gouvernement »,.
Un cadre des Verts estime qu'il faut dégager un budget dédié au fonctionnement de ce cabinet. Le magazine Marianne écrit, le 3 septembre 2024, que l'équipe de Lucie Castets aurait envoyé aux partis du NFP un devis d'un montant de 9 000 euros mensuels pour Lucie Castets et de 51 000 euros pour son équipe au titre de sa campagne pour la primature. Des éléments complémentaires, publiés par Marianne et d’un fact-checking de Libération, il ressort que le montant avancé correspond en réalité à la masse salariale et patronale additionnée de Lucie Castets et de ses trois collaborateurs. La rémunération brute envisagée pour Lucie Castets, et jamais mise en œuvre ni au final sollicitée, se serait élevée en réalité, à près de 5 000 euros brut, soit 4 130 euros après impôts au lieu des 9 000 euros mensuels annoncés par Marianne,,
Elle entame, le 27 juillet 2024, une campagne de terrain en se déplaçant dans un quartier populaire de Lille, puis, le 31 juillet, dans la banlieue d'Orléans, pour visiter l'usine Duralex, en cours de transformation en société coopérative et participative. Le Canard enchaîné révèle, le même jour, qu'elle n'est pas en disponibilité vis-à-vis de ses fonctions à la Ville de Paris, mais seulement en congés, ce que Lucie Castets confirme, affirmant qu'« il n’y a aucun problème de droit »,. Elle indique, de plus, que ses déplacements sont pris en charge par le NFP.
Des représentants des Républicains et du RN l'attaquent, dès sa désignation par le NFP, car elle est chargée, à partir de 2023, des finances et des achats de la Ville de Paris, dont ils estiment la dette excessive. Elle répond, en défendant les investissements réalisés à Paris autour de la transition écologique et le logement,.

#### Premières annonces et recherche de compromis
Elle présente une série de mesures, susceptibles de recueillir un vote consensuel au sein des groupes de l'assemblée, parmi lesquelles : le recrutement d'accompagnants des élèves en situation de handicap, l'ouverture de nouvelles places en crèche et la mise en place d'un « un service public territorial de santé ».
Par ailleurs, elle annonce qu'une des premières mesures de son gouvernement, si elle est nommée, serait un décret reportant la mise en œuvre de la réforme des retraites de 2023 portant à 64 ans l'âge légal de départ à la retraite,. Elle insiste également sur la justice fiscale, la revalorisation des salaires et le relèvement des minima sociaux.
Elle affirme être ouverte au compromis et aux concessions avec les autres forces politiques, hormis le Rassemblement national (RN),, sans écarter des ajustements dans le projet du Nouveau Front populaire (NFP) ni exclure le recours à l'article 49 alinéa 3 de la Constitution sur un projet de loi « soutenu par la grande majorité des Français »,.
Dans une lettre envoyée le 12 août 2024 à tous les parlementaires et cosignée par les présidents des quatre groupes parlementaires du NFP, elle écrit vouloir discuter avec les groupes parlementaires autres que ceux du RN et du NFP,. Le texte détaille ses « cinq grandes priorités » issues du programme du NFP : pouvoir d’achat, bifurcation écologique, éducation, santé et une « fiscalité plus juste » et revendique un « changement de pratique » du pouvoir gouvernemental : il prône des consultations avec des partis en-dehors du NFP, auxquelles seraient aussi associés syndicats, associations et élus locaux, portant à la fois sur « le budget pour 2025 » en cours de préparation et « un programme de travail gouvernemental pour les mois à venir ». Le NFP annonce aussi son intention de reprendre certains dossiers législatifs interrompus par la dissolution de l'Assemblée, tels que : « la fin de vie, la protection de l'enfance, les familles monoparentales, l’instauration d’un nombre minimum de soignants par patient hospitalisé ou les violences sexuelles dans le milieu culturel »,.
À la suite de cette lettre, elle a pu commencer à travailler avec Stéphane Lenormand, du groupe Libertés, indépendants, outre-mer et territoires et Jean-Paul Mattei, du MoDem. Elle déclare qu'elle a aussi pu rencontrer Charles de Courson, Dominique de Villepin et Bernard Cazeneuve,.
Lucie Castets indique que l'augmentation à 1 600 € du salaire minimum interprofessionnel de croissance et le rétablissement de l'impôt de solidarité sur la fortune « restent des horizons », tant que le NFP ne dispose pas de majorité absolue pour ce faire, puis doit préciser sa position, affirmant vouloir appliquer la hausse du Smic en concertant les partenaires sociaux sur les modalités dès son accession à Matignon.

#### Nomination du Premier ministre par Emmanuel Macron
Les 23 et 26 août 2024, le président de la République reçoit tous les chefs de partis politiques et les présidents de groupes parlementaires, pour échanger sur la nomination d'un Premier ministre. Les représentants du NFP obtiennent de s'y rendre avec Lucie Castets. Le 26 août, Emmanuel Macron fait savoir, dans un communiqué, ne pas choisir Lucie Castets, affirmant que son gouvernement « serait immédiatement censuré par l’ensemble des autres groupes représentés à l’Assemblée nationale ».
Questionnée sur les rumeurs citant Xavier Bertrand et Bernard Cazeneuve comme susceptibles d'être nommés Premier ministre, Lucie Castets répond que « ce serait contraire à la logique institutionnelle »,.
Après la nomination de Michel Barnier, elle estime que son rôle est d'« aider à mobiliser les gens, à contribuer à la rédaction d’amendements » et estime qu'« il reviendra aux partis du NFP de désigner un candidat pour Matignon » si la possibilité se présente à nouveau, n'excluant pas d'être cette candidate. Elle juge enfin la composition du gouvernement Barnier comme « très problématique » et signant une « double trahison : celle du respect de la logique de nos institutions mais aussi du barrage républicain ».
Envisageant de se porter candidate aux élections législatives partielles dans la première circonscription de l'Isère qui suivront la démission du député NFP-LFI puis NI Hugo Prevost, Lucie Castets y renonce face à la condition posée par La France insoumise de siéger avec le groupe LFI à l'Assemblée nationale si elle est élue.
Avec Marine Tondelier, elle lance le 30 novembre 2024 un appel en faveur de l’union à gauche pour l'élection présidentielle de 2027 et un site internet dédié, baptisé gagnons-ensemble.fr,,.

## Prises de position

### Politique budgétaire et fiscalité
Lucie Castets propose de renégocier le pacte de stabilité budgétaire européen et affirme que, respecter la règle limitant le déficit public à 3 % du produit intérieur brut, n'est pas un objectif à atteindre.
En cas d'accession à Matignon, Lucie Castets prévoit d'augmenter les recettes fiscales de l'État de 150 milliards d'euros via des réorientations d'impôts et la suppression des baisses de cotisations dont bénéficient certaines grandes entreprises. Elle est favorable à la progressivité de l'impôt sur le revenu, avec un barème à quatorze tranches et au rétablissement de l'impôt sur la fortune, ainsi qu'à l'élargissement de la taxation du patrimoine et des exilés fiscaux français. La faisabilité de cette proposition, parfois appelée impôt sur la nationalité, et le nombre de Français de l'étranger qui seraient concernés sont débattus,,. Éric Coquerel (LFI), président de la commission des Finances de l'Assemblée nationale, en dément la faisabilité mais considère que des mesures alternatives sont possibles. Dans un entretien à Libération le 20 août 2024, Lucie Castets précise que sa proposition était plutôt de rétablir l'exit tax.

### Conflit israélo-palestinien
Lucie Castets a désigné le Hamas comme une organisation islamiste et terroriste. Dans le contexte de la guerre à Gaza, elle affirme que sa priorité est « que les massacres en cours à Gaza cessent, et que les otages israéliens soient libérés ».
Elle estime que les propos du député LFI Thomas Portes affirmant que « les sportifs israéliens ne sont pas les bienvenus » sont « maladroits » et précise : « aux Jeux olympiques, il faut s'assurer de la sécurité des athlètes israéliens, il n'est pas question de les mettre en danger ».
Interrogée sur un message polémique concernant le Hamas posté par Sophia Chikirou sur Instagram, elle précise : « Cette publication n’était pas acceptable et contraire à tout ce que défend le NFP. Elle l’a retirée depuis. Je rappelle que le NFP condamne sans réserve les attaques terroristes du 7 octobre perpétrées par le Hamas ».

### Nucléaire
Elle affirme ne pas avoir de « convictions toutes faites » sur l'utilisation du nucléaire et est consciente qu'il existe des sensibilités différentes sur ce thème au sein du NFP.

## Ouvrage
- Où sont passés nos milliards, Seuil, 2025, 176 p.[100].